# Michael Fried
Michael Martin Fried (12 de abril de 1939, Nueva York) es un crítico e historiador de arte modernista estadounidense. Estudió en las universidades de Princeton y Harvard; luego, en Inglaterra, destacadamente en el Merton College de Oxford. Es profesor emérito J.R. Herbert Boone de humanidades e historia de arte en la Universidad Johns Hopkins en Baltimore, Maryland.
La contribución de Fried al discurso histórico del arte involucró el debate sobre los orígenes y el desarrollo del modernismo. Junto con Fried, los interlocutores de este debate incluyen otros teóricos y críticos como Clement Greenberg, T. J. Clark y Rosalind E. Krauss.

## Trayectoria
Tras su formación en Estados Unidos, su presencia como alumno más tarde en instituciones de Oxford (1958) y Londres (1961), en donde estudió filosofía, favoreció sus contactos europeos. 
Regresó a su país en 1962. Fried ha descrito el inicio de su carrera en las décadas de 1960 y 1970 en la introducción a una antología suya: Art and Objecthood: Essays and Reviews (1998). 
En 1961 fue corresponsal de la revista Arts. A finales de ese año se hizo amigo del escultor Anthony Caro, que le invitó a escribir una introducción para la exposición en la Whitechapel Art Gallery de 1963.
Su libro sobre el minimalismo, de 1967, Art and Objecthood, tuvo ya resonancia, y se le considera como un teórico de ese movimiento.
Pero luego ha dirigido la atención al pasado de las artes. Desde 1980 ha publicado monografías sobre el tiempo de Diderot (El lugar del espectador), sobre Courbet (El realismo de Courbet) y sobre Manet (El modernismo de Manet). Con la traducción francesa de éste, Le modernisme de Manet, ganó el premio Littéraire Etats-Unis (2000) de Francia.
Como poeta, Fried ha escrito: The Next Bend in the Road, Powers, y To the Center of the Earth.
Fried fue elegido miembro de la Academia Estadounidense de Artes y Ciencias en 1985 y de la Sociedad Filosófica Estadounidense en 2003.

## Obra selecta
- Absorption and Theatricality: Painting and Beholder in the Age of Diderot, Berkeley, University of California Press, 1980. Awarded 1980 Gottschalk Prize.
- Realism, Writing, Disfiguration: On Thomas Eakins and Stephen Crane, Chicago y Londres, University of Chicago Press, 1987. Ganador en 1990 del premio Charles C. Eldredge.
- Courbet's Realism, Chicago y Londres, University of Chicago Press, 1990.
- Manet's Modernism, Chicago y Londres, University of Chicago Press, 1996.
- Art and Objecthood: Essays and Reviews, Chicago y Londres, University of Chicago Press, 1998.
- Menzel's Realism: Art and Embodiment in Nineteenth-Century Berlin Londres y New Haven, Yale University Press, 2002.
- Why Photography Matters as Art as Never Before, Londres y New Haven: Yale University Press, 2008.

## Traducciones
- Arte y objetualidad. Ensayos y reseñas, Madrid, Machado (2004)
- El lugar del espectador, Madrid, Machado (2000) ISBN 978-84-7774-609-6
- El realismo de Courbet, Madrid, Machado (2003) ISBN 978-84-7774-631-7
- La modernidad de Manet, o la superficie de la pintura en la década de 1860, Madrid, Machado (2014) ISBN 978-84-7774-300-2